# Champigny-sur-Marne
Champigny-sur-Marne ist eine französische Stadt mit 78.367 Einwohnern (Stand 1. Januar 2022), etwa 16 Kilometer südöstlich des Zentrums von Paris, in einer Schleife des Flusses Marne gelegen. Die Einwohner werden Campinois oder Campiniens genannt.

## Stadtviertel
Champigny-sur-Marne besteht aus 12 Stadtvierteln:
- Bois-l'Abbé
- Centre
- Cités Jardins – Les Boullereaux
- Coeuilly – Les Perroquets
- Les Coteaux - Musselburgh
- Le Plant
- Le Plant – Curie
- Maroc
- Mordacs
- Plateau
- Tremblay
- Village Parisien

## Bevölkerung
Champigny-sur-Marne ist die drittgrößte Stadt im Département Val-de-Marne. In ganz Frankreich liegt der Ort in Bezug auf die Bevölkerungszahl auf Platz 59. Etwa 54 % der Einwohner sind 39 Jahre oder jünger. Damit ist Champigny-sur-Marne eine Stadt mit einer relativ jungen Bevölkerung.

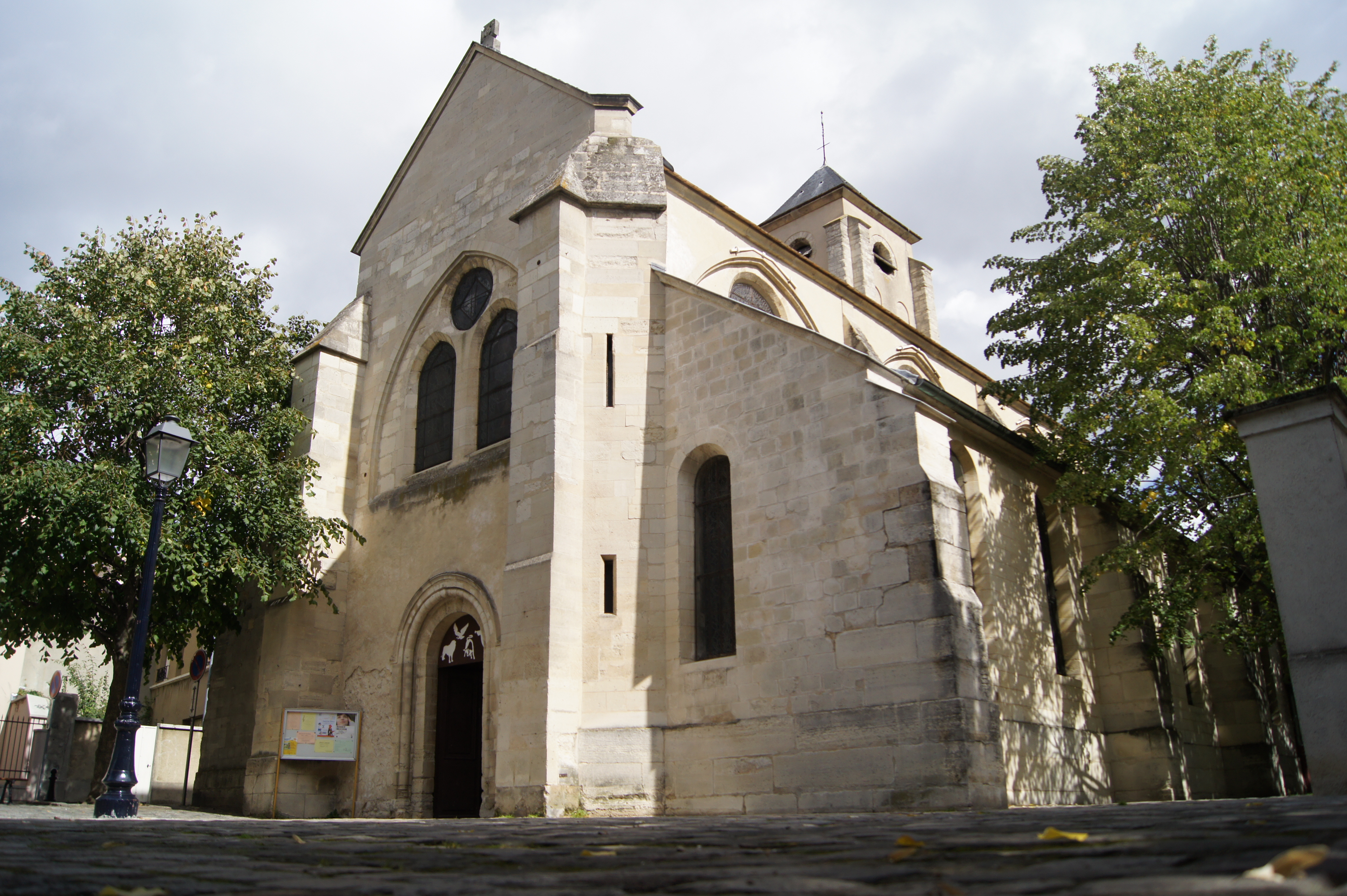
St. Saturninus

## Geschichte
Die erste schriftliche Erwähnung von Champigny fand unter der Herrschaft von König Philipp I. statt. Im Hundertjährigen Krieg wurde die Burg von Champigny zerstört. Während des Deutsch-Französischen Krieges, als Paris seit dem 18. September 1870 von deutschen Truppen umzingelt war, wurden von der französischen Armee mehrere Versuche unternommen, die feindliche Umklammerung zu durchbrechen. Einer dieser Versuche, der größte, fand zwischen dem 30. November und dem 2. Dezember 1870 in der Schlacht von Champigny statt. Die Bevölkerung, die Anfang September 1870 nach Paris evakuiert worden war, kehrte nach dem Waffenstillstand im Februar 1871 zurück und fand ein völlig verwüstetes Dorf vor.

## Religionen
In Champigny-sur-Marne bestehen fünf katholische Pfarreien, die alle zum Bistum Créteil gehören: Herz Mariä (Coeuilly), St. Josef (Tremblay), St. Saturninus (Monument historique), St. Bernadette und St. Maria (Le Plant).

## Verkehr
Die Stadt verfügt über einen Bahnhof Les Boullereaux-Champigny an der Bahnstrecke Paris–Mulhouse. Dieser wird von der RER-Linie E (Linienzweig E4) bedient. Es gibt eine weitere Station mit dem Namen Champigny im Netz der RER auf der Linie A (Linienzweig A2). Diese liegt am anderen Ufer der Marne in der Stadt Saint-Maur-des-Fossés.

## Sehenswürdigkeiten
Siehe: Liste der Monuments historiques in Champigny-sur-Marne

## Städtepartnerschaften
- Bernau bei Berlin, Deutschland, seit 1962
- Rosignano Marittimo, Italien, seit 1963
- Musselburgh, Vereinigtes Königreich
- Jalapa, Nicaragua, seit 1983
- Alpiarça, Portugal, seit 2006

## Persönlichkeiten

### In Champigny geboren
- Étienne Brûlé (1592–1633), französischer Entdecker
- Henri Émile Vollet (1861–1945), Maler
- Georges Wilson (1921–2010), Schauspieler
- Raymond Argentin (1924–2022), Kanute
- Claude Brugerolles (1931–1978), Radrennfahrer
- Stéphane Bruey (1932–2005), Fußballspieler
- Guy Bontempelli (* 1940), Autor und Übersetzer
- Romain Brizemur (* 1970), Gitarrist
- Samuel Benchetrit (* 1973), Regisseur, Drehbuchautor, Schauspieler und Schriftsteller
- Camille Raymond (* 1976), Schauspielerin
- Mickaël Alphonse (* 1989), Fußballspieler
- Kévin Le Roux (* 1989), Volleyballspieler
- Billy Ketkeophomphone (* 1990), Fußballspieler
- Jordan Lefort (* 1993), Fußballspieler
- Jeff Reine-Adélaïde (* 1998), Fußballspieler
- Cyréna Samba-Mayela (* 2000), Hürdenläuferin
- Yoann Cathline (* 2002), Fußballspieler
- Cheick Keita (* 2003), französisch-malischer Fußballspieler
- Maelys Mpomé (* 2003), Fußballspielerin
- Kyllian Antonio (* 2008), Fußballspieler

### Mit Champigny verbunden
- Jacques Inaudi (1867–1950), italienischer Kopfrechenkünstler, in Champigny-sur-Marne gestorben
- Madame Polaire (1874–1939), Tänzerin, Sängerin und Schauspielerin, starb 1939 in Champigny-sur-Marne und wurde dort beerdigt
- Georges Marchais (1920–1997), Politiker und Gewerkschafter, Chef der Kommunistischen Partei Frankreichs von 1972 bis 1994, in Champigny-sur-Marne begraben
- Michel Pêcheux (1938–1983), Linguist und Philosoph, in Champigny-sur-Marne gestorben